# دونالد أ. باير
دونالد أ. باير (بالإنجليزية: Donald A. Baer) هو صحفي ومحامي أمريكي، ولد في 17 سبتمبر 1954 في فاييتفيل في الولايات المتحدة.